# SLV
SLV (англ. Satellite Launch Vehicle), SLV-3 — ракета-носій малої вантажності Індії, перший індійський успішний проєкт із запуску супутників ракетою-носієм власного виробництва.
Проєкт створення ракети зайняв 7 років. Керівником цього проєкту Індійської організації космічних досліджень був Абдул Калам, згодом (2002—2007) — президент Індії.

## Конструкція
Чотириступенева твердопаливна ракета масою 17 т і висотою 22 м. Корпуси першого і другого ступенів були сталевими, третього й четвертого — з армованого пластику.
Була здатна виводити корисне навантаження 40 кг на низьку навколоземну орбіту висотою 400 км.

## Запуски
Усього відбулися чотири спроби запуску цієї ракети, з космодрому Шрихарикота, із супутниками серії «Рогіні». Дві з них успішні, одна невдала, і одна частково успішна.
- Перший запуск ракети, 10 серпня 1979 року, закінчився невдачею.
- Другий, 18 липня 1980 року, успішно вивів на орбіту 35-кілограмовий супутник «Рогіні-1» (RS-1), зробивши Індію восьмою космічною державою.
- Третій запуск, 31 травня 1981 року, був частково успішним: через несправність ракети супутник вийшов на дуже низьку орбіту, на якій пробув лише 9 днів, після чого увійшов у щільні шари атмосфери і згорів[1].
- Четвертий і останній, 17 квітня 1983 року, який вивів на орбіту 41,5-кілограмовий супутник серії RS-D2 — успішний[2].

## Історичне значення
Перший індійський ШСЗ — «Аріабгата» — запущено радянською ракетою «Космос-3М» 1975 року. У червні 1979 року, також радянською ракетою, запущено індійський супутник «Бгаскара I». Тому на момент створення SLV ISRO вже мав стимульований провідною космічною державою досвід створення космічних апаратів, але не було власних засобів для їх виведення на орбіту.
Тестування цієї скромної системи виведення в космос започаткувало широку космічну програму Індії. Через 40 років після нього Індія, що увійшла до числа провідних космічних держав, мала вже широку лінійку ракет-носіїв різних класів, створила власне багатоцільове супутникове угруповання і систему супутникової навігації, мала протисупутникову зброю, запускала міжпланетні станції до Місяця і Марса, готувалася до пілотованих польотів, керування місяцеходами, дослідження Венери та запуску власної орбітальної станції.
Наступною після SLV стала ракета ASLV (1987—1994), також створена з метою випробувань та напрацювання технологій.